# 8,8 cm Raketenwerfer 43
A 8,8 cm Raketenwerfer 43 (becenevén „Püppchen”, magyarul „baba”) egy 88 mm-es páncéltörő rakétavető, melyet a németek használtak a második világháborúban.
A fegyvert a gyalogságnak fejlesztették ki, hogy növeljék annak páncélelhárító képességét. A fegyver egy kis méretű kétkerekű lövegtalpról lőtte ki rakétapóthajtású, szárnystabilizált, kumultatív robbanófejjel ellátott gránátját, amely hasonlított a Panzerschreck rakétagránátjához, de nem ugyanaz volt. Hozzávetőleg 3000 darab készült 1943 és 1945 között. Sokkal kisebb mennyiségben gyártották, mint a Panzerschreck-et vagy a Panzerfaustot. Ennek egyik oka az volt, hogy felismerték, egy egyszerű cső és egy gyújtószerkezet elegendő a 88 mm-es rakéta kilövéséhez, és nem kell hozzá egy bonyolult mini tüzérségi löveg lövegtalppal és závárzattal. A lövegtalp és a jobb irányzékok miatt a Raketenwerfer 43 pontossága jobb, hatótávolsága pedig a Panzerschreck kétszerese volt.
Mivel a Raketenwerfer futóműve nem volt elég erős a járművontatáshoz, a lóvontatás pedig időigényes volt, így a fegyvert általában teherautók platóján szállították.

## Fordítás
- Ez a szócikk részben vagy egészben  a(z)   8.8 cm Raketenwerfer 43 című angol Wikipédia-szócikk ezen változatának fordításán alapul.  Az eredeti cikk szerkesztőit annak laptörténete sorolja fel. Ez a jelzés csupán a megfogalmazás eredetét és a szerzői jogokat jelzi, nem szolgál a cikkben szereplő információk forrásmegjelöléseként.